# المختبيئة (نعمان)

تعديل مصدري - تعديل

المختبيئة هي إحدى قرى عزلة اللخف بمديرية نعمان التابعة لمحافظة البيضاء، بلغ تعداد سكانها 30 نسمة حسب تعداد اليمن لعام 2004.